# Lawyers Alliance for New York
Ne doit pas être confondu avec Lawyers Alliance for World Security.

Lawyers Alliance for New York (Lawyers Alliance) est une association 501(c)(3) Association à but non lucratif qui fournit du travail et des services transactionnels légaux à des organisations à but non lucratif de développement communautaire dans l’État de New York. Lawyers Alliance est le plus grand fournisseur de services de droit des affaires de la ville de New York à l’intention des organismes sans but lucratif et offre des possibilités de bénévolat aux cabinets d’avocats et aux avocats. L’Alliance des avocats a été fondée en 1969 sous le nom de Council of New York Law Associates,.

## Publications
Lawyers Alliance met à disposition des publications destinées aux gestionnaires et aux avocats sans but lucratif. Cherchées et rédigées par le personnel expérimenté et les bénévoles de Lawyers Alliance, ces publications comprennent des outils pratiques tels que des formulaires types et des listes de contrôle. Changer le nom d'une société à but non lucratif de New York (juin 2017) et Getting Organized (mars 2015) sont les deux publications les plus récentes. La loi sur la revitalisation des organisations à but non lucratif a imposé des changements importants aux statuts et aux procédures de reddition des comptes des organismes sans but lucratif de New York.